# Shanghai Dianji University
Die Shanghai Dianji University (chinesisch 上海电机学院; dt. Hochschule für Elektromotoren Shanghai) ist eine öffentliche Universität in Shanghai in der Volksrepublik China, die auf die Ausbildung praktischer Fähigkeiten, insbesondere im Bereich Maschinenbau, ausgerichtet ist.

## Geschichte
Die Shanghaier Dianji-Universität wurde 1953 gegründet. Der Name der Universität wurde 1954 in Electrical Engineering University und abermals 1956 in Mechanical Engineering University geändert. 1970 wurde die Schule gezwungen, sich aufzulösen. 1978 wurde die Universität unter dem neuen Namen Shanghai Dianji University wieder eröffnet. Aktuelle Forschungs- und Ausbildungsbereiche umfassen intelligente Windenergie, Spezialmotoren sowie intelligente Antriebs- und Steuerungsfunktionen.

## Standort
Neben dem alten Minhang Campus befindet sich ein neuer Campus in Lingang New City, im südlichen Teil der Region Shanghai. Der neue Standort Lingang ist eine von den deutschen Architekten Gerkan, Marg and Partners unter ökologischen Aspekten geplante, seit 2003 im Bau befindliche, bis 2020 fertigzustellende Modellstadt im Pudong-Bezirk von Shanghai. Die Shanghaier Stadtregierung forciert hier den Aufbau eines Industriezentrums für die intelligente Produktion; ein Bereich in dem auch die Shanghai Dianji Universität ausbildet.
An der Shanghai Dianji Universität gibt es ein Chinesisch-Deutsches Kolleg für Intelligente Produktion (CDKIP), an dem in Kooperation mit der Hochschule Bremen binationale Austausch- und Studienprogramme entwickelt werden.